# Konsztandínosz Kacuránisz
Konsztandínosz Kacuránisz (görögül: Κωνσταντίνος Κατσουράνης) (Pátra, 1979. június 21. –) görög válogatott labdarúgó.

## Pályafutása
Szülővárosa csapatában a Panachaikiben kezdett el futballozni. Az 1996–97-es idényben játszott első alkalommal és összesen hat szezont töltött itt. 2002-ben szerződött az AÉK-hoz. Rövid idő alatt meghatározó játékosává vált a klubnak.
2006. június 22-én  négyéves szerződést írt alá a Benficahoz. Hamar állandósította helyét a kezdőben, 2009-ben megválasztották az év Benfica játékosának.
2009. július 1-jén visszatért Görögországba és négy évre leszerződött a Panathinaikósz csapatához. Akárcsak korábbi klubjaiban, itt is hamar kulcsjátékossá nőtte ki magát. Azonban a 2012–2013-as bajnoki idény elején nyújtott gyenge teljesítménye következtében a Panathinaikósz elnöke felbontotta a szerződését.
2012. december 11-én másfél évre leigazolta a PAÓK.

## Válogatott
A görög válogatottban 2003. augusztus 20-án mutatkozott be egy Svédország elleni barátságos mérkőzésen.
Nem kis erényei voltak abban, hogy Görögország 2004-ben megnyerte az Európa-bajnokságot.
A nemzeti csapat tagjaként ott volt még a 2008-as és a 2012-es Európa-bajnokságon, valamint a 2010-es világbajnokságon.

## Sikerei, díjai
SL Benfica
- Portugál ligakupa: 2008/09

Panathinaikósz
- Görög bajnokság (1): 2009/10
- Görög kupa (1): 2010

Görögország
- Európa-bajnokság (1): 2004

## Fordítás
- Ez a szócikk részben vagy egészben  a   Kostas Katsouranis című angol Wikipédia-szócikk fordításán alapul.  Az eredeti cikk szerkesztőit annak laptörténete sorolja fel. Ez a jelzés csupán a megfogalmazás eredetét és a szerzői jogokat jelzi, nem szolgál a cikkben szereplő információk forrásmegjelöléseként.

## Külső hivatkozások
- Adatlapja a TransferMarkt-on